# Pieksämäki

Brasão de armas de Pieksämäki

Pieksämäki é uma cidade e município da Finlândia, situada na região da Savônia do Sul.